# 競馬会神事
競馬会神事（くらべうまえしんじ）は、京都市北区の賀茂別雷神社（上賀茂神社）で5月5日に催される神事。通称は賀茂競馬（かもくらべうま）。
1983年（昭和58年）に京都市の登録無形民俗文化財となっている（登録名「賀茂競馬」、保護団体: 賀茂競馬保存会）。

## 概要
五穀成就、天下泰平を願うために宮中武徳殿で執り行われた節会の競馬会式を1093年（寛治7年）に上賀茂神社に移したことが始まりで、年中行事として定着した。徒然草の第四十一段に「五月五日、賀茂の競べ馬を見侍りしに、車の前に雑人立ち隔てて見えざり〈中略〉」と当時の競馬の様子が記されている。また、江戸時代の賀茂競馬の様子は、上賀茂競馬会図屏風や賀茂葵競馬図屏風などの屏風絵に描かれている。賀茂競馬は俳句において季語であり、正岡子規は「くらべ馬おくれし一騎あはれなり」と詠んでいる。

## 日程
- 5月1日、足汰式（あしぞろえしき）といって、出場する馬20頭ずつ走らせ、組み合わせを定める。
- 3日、騎者の宅で親族を饗する。
- 4日、騎者は下賀茂社に詣でる。
- 5日、午刻に一番太鼓が打たれ、未刻に三番太鼓が打たれる。競（くら）べ方は、左、右にわかれ、それぞれ赤方、黒方とする。左方の騎者は緋闕腋袍に緋の裲襠を、右方の騎者は黒の闕腋に獅子の繍ある袍、青の裲襠を着し、おのおの毛抜形の競馬太刀に尻鞘をはめ鞭を持ち、腰に菖蒲を巻く。勝敗は9番でおこなわれる。左方が勝ったときは太鼓が打たれ、右方が勝ったときは鉦が鳴らされる。また、東西の幄舎からは左方が勝ったときは朱の日の丸の、右方が勝ったときは白い日の丸の扇が差し出され、東西照らし合わせて審判に異存のない証とする。引き分けのときは、赤、白、2本の扇がともに出される。出発地には桜が、決勝地には楓がある。これはそれぞれ「さア往こ桜」、「もうよい紅葉」という。勝った騎者には白絹が与えられ、これを鞭の尖端に請けて頭上に打ち振って返す。
- 6日、騎者20人が貴船社に詣り、勝敗の仲直りをする。社僧がウメを伐って三方台にのせ、座を立って舞うのが古例であった。
- 9日、埒（らち）とよばれる柵がとりはらわれる。